# Championnats du monde de bowling
 (avril 2023).
 (février 2016).
Cet article présente la liste des pays qui ont gagné les championnats du monde de bowling depuis 1983.

## Palmarès
| Messieurs : - 1983 : Armando Marino ( Colombie) - 1987 : Patrick Rolland ( France) - 1991 : Ying-Chieh Ma ( Taipei chinois) - 1995 : Marc Doi ( Canada) - 1999 : Gery Verbruggen ( Belgique) - 2006 : Corentin Duthy ( France) - 2008 : Walter Ray Williams, Jr. (en) ( États-Unis) | Dames : - 1983 : Sulkanen ( Finlande) - 1987 : Picini ( Mexique) - 1991 : Beckel ( Allemagne) - 1995 : Ship ( Canada) - 1999 : Ernaldsson ( Suède) |
| Doublettes messieurs : - 1983 : Danemark - 1987 : Suède - 1991 : États-Unis - 1995 : Suède - 1999 : Suède - 2019 : France (Grégory et Dimitry Bouvier) | Doublettes dames : - 1983 : Danemark - 1987 : Philippines - 1991 : Japon - 1995 : Japon - 1999 : Suède                                             |
| Triplettes hommes : - 1983 : Suède - 1987 : États-Unis - 1991 : États-Unis - 1995 : Suède - 1999 : Suède | Triplettes dames : - 1983 : Allemagne - 1987 : États-Unis - 1991 : États-Unis - 1995 : Australie - 1999 : Australie                                |
| Cinq hommes : - 1983 : Finlande - 1987 : Suède - 1991 : États-Unis - 1995 : Pays-Bas - 2010 : Pays-Bas | Cinq femmes : - 1983 : Suède - 1987 : États-Unis - 1991 : Corée du Sud - 1995 : Finlande - 1999 : Canada                                           |